# Gyascutus pacificus
Gyascutus pacificus är en skalbaggsart som först beskrevs av Chamberlin 1938.  Gyascutus pacificus ingår i släktet Gyascutus och familjen praktbaggar. Inga underarter finns listade i Catalogue of Life.